# 피크 원리
피크 원리(Pick principle)에 따르면 다음 정보가 알려진 경우 표지 물질을 사용하여 장기로의 혈류를 계산할 수 있다:
- 단위 시간당 기관이 흡수하는 표지 물질의 양
- 장기에 공급되는 동맥혈 내 지표 물질의 농도
- 기관에서 나가는 정맥혈 내 지표 물질의 농도

아돌프 피크(Adolf Eugen Pick, 1829-1901)가 개발한 피크 원리는 심박출량 측정에 적용되었다. 그 기본 원리는 다양한 임상 상황에도 적용될 수 있다.
피크의 원래 방법에서 "기관"은 인체 전체였으며 지표 물질은 산소였다. 처음으로 출판된 언급은 1870년 7월 9일 회의 진행 중에 그가 그 회의에서 한 강의에서 나온 것이었다. 피크의 공헌을 인용하기 위해 기사에서 가장 자주 사용되는 것은 이 출판물이다. 원리는 다른 방식으로 적용될 수 있다. 예를 들어, 장기로의 혈류가 동맥 및 정맥의 표지 물질 농도와 함께 알려진 경우, 장기에 의한 표지 물질의 흡수가 계산될 수 있다.

## 변수
피크의 원래 방법에서는 다음 변수가 측정된다.
- V̇O2, 분당 순수 기체 산소의 mL 단위 산소 소비량. 이는 CO2 흡수기가 통합된 폐쇄형 재호흡 회로 내의 폐활량계(spirometer)를 사용하여 측정할 수 있다.
- Ca, 폐정맥에서 채취한 혈액의 산소 함량(산소화된 혈액을 나타냄 = 동맥혈)
- Cv, 정맥 삽입관에서 나온 혈액의 산소 함량(탈산소화된 혈액을 나타냄)

## 방정식
이런 변수들로부터 우리는 다음을 알 수 있다:
{\displaystyle {\ce {{\dot {V}}O2}}=(CO\times \ C_{a})-(CO\times \ C_{v})}
여기서
- CO = 심장박출량(Cardiac Output)
- Ca = 동맥혈의 산소 함유량(Oxygen content of arterial blood)
- Cv = 혼합된 정맥혈에서 산소 함유량(Oxygen content of mixed venous blood)

이것으로부터 우리는 다음과 같이 말할 수 있고
{\displaystyle CO={\frac {\ce {{\dot {V}}O2}}{C_{a}-C_{v}}}}
그리고 따라서 심장박출량을 계산할 수 있다.
(Ca – Cv)가 동정맥혈 산소 차이(arteriovenous oxygen difference)라고 불린다는 사실도 주의하라.

## 가정된 피크 측정
실제로 이 방법은 가스 농도를 수집하고 분석하는 데 어려움이 있어 거의 사용되지 않는다. 그러나 산소 소비량에 대한 가정된 값을 사용하면 번거롭고 시간이 많이 걸리는 산소 소비량 측정 없이도 심박출량을 근접하게 근사화할 수 있다. 이는 가정된 피크 계산(assumed Pick determination)이라고도 한다.
휴식 중 O2 소비량에 대해 일반적으로 사용되는 값은 신체 표면적(body surface area) 제곱미터당 분당 125 mL O2이다.

## 기본 원리
피크 원리는 말초 조직에 의한 물질의 총 흡수(또는 방출)가 말초 조직으로의 혈류와 물질의 동맥-정맥 농도 차이(구배)의 곱과 동일하다는 관찰에 기초한다. 심박출량 측정에서 가장 일반적으로 측정되는 물질은 혈액의 산소 함량으로 동정맥혈 산소 차이를 제공하며, 계산된 유량은 폐 시스템을 통과하는 유량이다. 이는 심박출량을 계산하는 간단한 방법을 제공한다:
{\displaystyle {\text{심장 박출량}}={\frac {\text{산소 소비}}{\text{동정맥혈 산소 차이}}}}
{\displaystyle {\text{혈액의 산소 함량}}=\left[{\text{Hb}}\right]\left({\text{g/dl}}\right)\ \times \ 1.34\left({\text{mL}}\ {\ce {O2}}/{\text{g of Hb}}\right)\times \ O_{2}^{\text{포화 분율}}+\ 0.0032\ \times \ P_{{\ce {O2}}}({\text{torr}})}
심장 박출량 = (125 mL O2/minute × 1.9) / (200 mL O2/L − 150 mL O2/L) = 4.75 L/분

## 신장 생리학에서의 사용
이 원리는 신장 생리학(renal physiology)에서 신장 혈류(renal blood flow)를 계산하는 데에도 사용될 수 있다.
이러한 맥락에서 측정되는 것은 산소가 아니라 파라아미노히푸레이트(para-aminohippurate)와 같은 지표(marker)이다. 그러나 원칙은 본질적으로 동일하다.

## 같이 보기
- 순응도 (생리학)
- 프랑크-스탈링 법칙
- 빈트케셀 효과 (Windkessel effect)